# Kovin
Kovin (v srbské cyrilici Ковин, maďarsky Kevevára, rumunsky Cuvin) je město ve východní části srbské Vojvodiny, na břehu řeky Dunaje. Naproti němu se přes řeku nachází Smederevo. Kovin má celkem 13 515 obyvatel a je centrem stejnojmenné opštiny, ve které žije okolo třiceti tisíc lidí. Z východní strany jej obtéká říčka Ponjavica.

## Historie

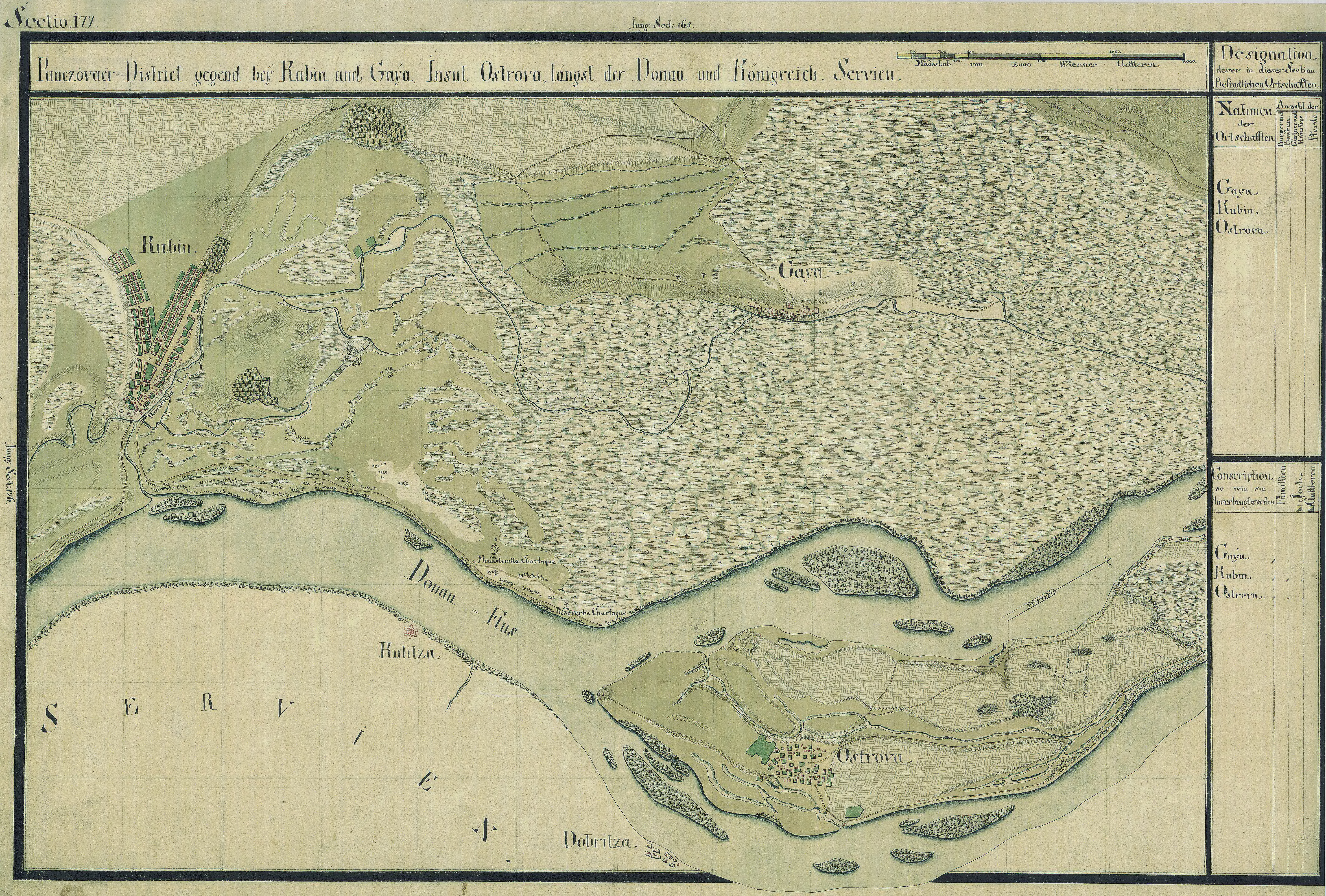
Kovin s okolím na mapě Prvního vojenského mapování.

Kovin je jako město poprvé zmiňován ve 12. století jako sídlo okresu, který zahrnoval většinu území západního Banátu. Od 14. století je město osídleno převážně Srby, kteří unikli přes řeku Dunaj před Turky.[zdroj?] Srbský despota Lazar Branković ovládl město v roce 1457, nicméně o rok později byl Kovin i s okolím připojen k uherskému království. Během turecké nadvlády spadal pod vilájet v Temešváru.
V souvislosti s podepsáním mírové smlouvy mezi Turky a Rakušany na přelomu 17. a 18. století bylo rozhodnuto o stržení místní středověké pevnosti. V závěru 18. století se do Kovina dosidlovali kolonisté maďarské a rumunské národnosti. Zástavba vznikla ze dvou stran: Na východní straně při potoku Ponjavica, který ústí do Dunaje a na straně západní při slepém rameni Dunaje. V této podobě jej zaznamenává např. první vojenské mapování.
Od roku 1894 měl kovinský přístav železniční spojení se zbytkem Uherska. V předvečer vypuknutí první světové války zde mělo dojít k údajnému srbskému útoku na území Rakousko-Uherska, jednalo se nicméně o zástěrku rakousko-uherského velení pro vyhlášení války Srbsku.[zdroj?]
Po roce 1918 se stalo město součástí Království Srbů, Chorvatů a Slovinců a později Jugoslávie. V roce 1976 zde byl postaven silniční most přes Dunaj. 

## Obyvatelstvo
| Rok            | 1900  | 1948  | 1953  | 1961   | 1971   | 1981   | 1991   | 2002   |
| -------------- | ----- | ----- | ----- | ------ | ------ | ------ | ------ | ------ |
| Počet obyvatel | 5,847 | 8,309 | 9,766 | 11,986 | 12,408 | 13,779 | 13,669 | 14,250 |

### Etnické složení
| Rok  | Celkem | Srbové | Maďaři | Rumuni | Romové | Černohorci | Jugoslávci | Makedonci | ostatní |
| ---- | ------ | ------ | ------ | ------ | ------ | ---------- | ---------- | --------- | ------- |
| 1991 | 13,669 | 76.19% | 6.78%  | 3.47%  | 1.40%  | 1.67%      | 6.81%      | 0.76%     | 2.21%   |
| 2002 | 14,250 | 80.79% | 5.51%  | 2.93%  | 2.00%  | 0.92%      | 1.26%      | 0.50%     | 6.09%   |

## Kultura a památky
V Kovinu se nachází pozůstatky středověké pevnosti, od roku 1995 jsou památkově chráněny. Ve středu města stojí kostel sv. Terezie Avilské a kostel sv. Proroka Eliáše (druhý uvedený je pravoslavný). Ve středu města se nachází budova kulturního centra, kde se pořádá pravidelně festival Kovinské kulturní léto.
Mimo jiné se v Kovinu nachází i vojenský hřbitov z první světové války.

## Zdravotnictví
Ve městě existuje také psychiatrická nemocnice (ofic. Zvláštní nemocnice pro psychiatrické nemoci).

## Doprava
Na části bývalého mrtvého ramene Dunaje (tzv. Kovinski Dunavac) byl vybudován kanál blíže k městu s přístavem. 